# José Gil
José Gil (Muecate, 15 giugno 1939) è un filosofo e saggista portoghese.

## Biografia
Nato a Muecate, in Mozambico, allora colonia portoghese, dopo aver trascorso parte della sua giovinezza a Lisbona, dove inizia i suoi studi universitari iscrivendosi in Matematica presso la facoltà di Scienze, decide, fuggendo dalla dittatura di António Salazar, di partire alla volta della Francia. A Parigi si laurea quindi in Filosofia nel 1968, perfezionandosi un anno dopo con una tesi sulla morale di Immanuel Kant. Dopo aver cominciato a lavorare come docente alle scuole secondarie, ottiene nel 1982 un Dottorato di Stato presso l'Université de Vincennes à Saint-Denis. Direttore della tesi, focalizzata sul concetto di corpo come campo di potere, è François Châtelet.
L'incontro decisivo del suo itinerario filosofico è però quello con Gilles Deleuze, il cui pensiero egli contribuirà a diffondere presso le culture lusofone.
Collabora quindi con l'edizione dell'Enciclopedia Einaudi. Negli stessi anni, tra il 1986 e il 1989, dirige un programma di ricerca sull'estetica di Fernando Pessoa presso il Collège International de Philosophie  
Ritorna quindi in Portogallo, dove insegnerà Estetica presso il Dipartimento di Filosofia dell'Universidade Nova de Lisboa, fino all'anno accademico 2008/2009: al centro della sua attività didattica principalmente il pensiero ontologico di Deleuze e di Spinoza.
Molto attivo come saggista, ottiene un largo consenso di pubblico dopo la pubblicazione di 'Portugal, Hoje: O medo de Existir', nel 2004. Nel libro, ricollegandosi a un preciso filone della storia del pensiero portoghese, si interroga sull'identità portoghese contemporanea, trent'anni dopo la caduta del regime di Salazar e la Rivoluzione dei garofani. 
Anche in seguito a questo successo editoriale, José Gil è stato considerato dal settimanale francese Le Nouvel Observateur, uno dei 25 più influenti pensatori contemporanei, insieme a Toni Negri, Slavoj Žižek, Peter Sloterdijk e Richard Rorty.

## Opere
- 1981: As metamorfoses do corpo. Regra do jogo.
- 1983: La Crucifiée, Éditions de la Différence.
- 1983: Un'Antropologia delle Forze, Einaudi.[3]
- 1984: La Corse, entre la liberté et la terreur – Étude sur la dynamique des systèmes politiques corses, Éditions de la Différence (2.ª edição: 1991).
- 1985: Métamorphoses du corps, Éditions de la Différence.
- 1986: A Crucificada, Relógio d'Água.
- 1987: Fernando Pessoa ou a Metafisica das Sensações, Relógio d'Água.
- 1988: Fernando Pessoa ou la métaphysique des sensations, Éditions de la Différence.
- 1988: Corpo, Espaço e Poder, Litoral Edições [3].
- 1990: Cemitério dos Desejos, Relógio d'Água.
- 1990: Cimetière des Plaisirs, Éditions de la Différence.
- 1994: O Espaço Interior, Presença.
- 1994: Os Monstros, Quetzal [3]. (2ª edição: 2006. Relógio d'Água) trad. Mostri, Controluce, 2013.
- 1995: Salazar: a Retórica da Invisibilidade, Relógio d'Água.
- 1996: O ensaísmo trágico de Eduardo Lourenço (com Fernando Catroga). Relógio d'Água.
- 1996: A Imagem-Nua e as Pequenas Percepções, Relógio d'Água.
- 1997: Metamorfoses do Corpo, Relógio d'Água.
- 1999: Diferença e Negação na Poesia de Fernando Pessoa, Relógio d'Água.
- 2001: Movimento Total: O Corpo e a Dança, Relógio d'Água.
- 2003: A Profundidade e a Superfície: Ensaio sobre o Principezinho de Saint-Exupéry, Relógio d'Água
- 2004: Portugal, Hoje: O Medo de Existir, Relógio d'Água, Lisboa, Novembro de 2004.
- 2005: Sem Título: Escritos sobre Arte e Artistas, Relógio d'Água.
- 2008: Ao meio-dia, os passáros. Relógio d'Água.
- 2008: O imperceptível devir da Imanência. Relógio d'Água, trad. di G. Ferraro, M. Masini L'impercettibile divenire dell'immanenza. Sulla filosofia di Deleuze, Cronopio, Napoli, 2015; ISBN 88-98367-05-8
- 2009: Em busca da identidade: o desnorte. Relógio d'Água.
- 2010: O devir-eu de Fernando Pessoa. Relógio d'Água.
- 2010: A arte como linguagem. Relógio d'Água.
- 2011: O humor e a Lógica dos Objectos de Duchamp (com Ana Godinho). Relógio d'Água.
- 2013: Cansaço, Tédio, Desassossego. Relógio d'Água.
- 2014: Pulsações (Org. Ana Godinho). Relógio d'Água.